# Provincia Macerata
Macerata este o provincie în regiunea Marche în Italia.